# نوویانتوزووو
نوویانتوزووو (انگلیسی: Novoyantuzovo) یک شهرک در شهرستان بیرسکی باشقیرستان کشور روسیه است.